# Sueldecitos más bien bajitos...
Sueldecitos más bien bajitos... es una historieta de la serie Mortadelo y Filemón, creada en el año 2015, pero se lanzó al mercado en octubre de 2016.
Su autor, Francisco Ibáñez, la anunció en la presentación del número "200", El Tesorero, en abril de 2015.

## Editorial
Pese a ser lanzada al mercado en octubre de 2016, la historieta fue creada originalmente en el año 2015.

## Argumento
Mortadelo y Filemón se ven obligados a pluriemplearse para poder subsistir, ya que la T.I.A. les ha rebajado drásticamente sus sueldos.